# Semiothisa triplaga
Semiothisa triplaga là một loài bướm đêm trong họ Geometridae.